# Temporada del 2016 de pilota valenciana
- 22 d'abril: Leon del Genovés és operat d'una fractura de maluc que el tindrà mig any de baixa.[1]
- 25 d'abril: mor l'escalater Batiste Ribes als huitanta anys.[2]
- 30 d'abril: el Club de Pilota de Pedreguer homenatja els figures locals Alberto, Jeffry, Pere, Pizarro, Ramonet i el Xato.[3]
- 19 de maig: Kevin, Sergi d'Agost i Pablo Salvador guanyen la II Lliga Promeses i Pablo de Borriol i Víctor Bueno la Lliga Dos a Sueca.[4]
- 23 de maig: mor el banca Álvaro de Tibi als quaranta-tres anys.
- 4 de juliol: Marrahí és operat del muscle dret i no podrà disputar el Campionat Individual de Raspall.[5]
- 25 de setembre: Sacha guanya el Mundial sub-19 de 3 Wall Ball a Las Vegas.[6]
- 7 d'octubre: Genovés II torna a jugar després d'un any de baixa per lesió.
- 9 d'octubre: Álvaro de Tibi rep la Medalla al Mèrit Esportiu pòstuma.[7]
- 16 d'octubre: l'equip de Baasrode guanya la VI Copa de Campions de Llargues amb polèmica.[8]El trio campió de la XXIII Lliga de raspall

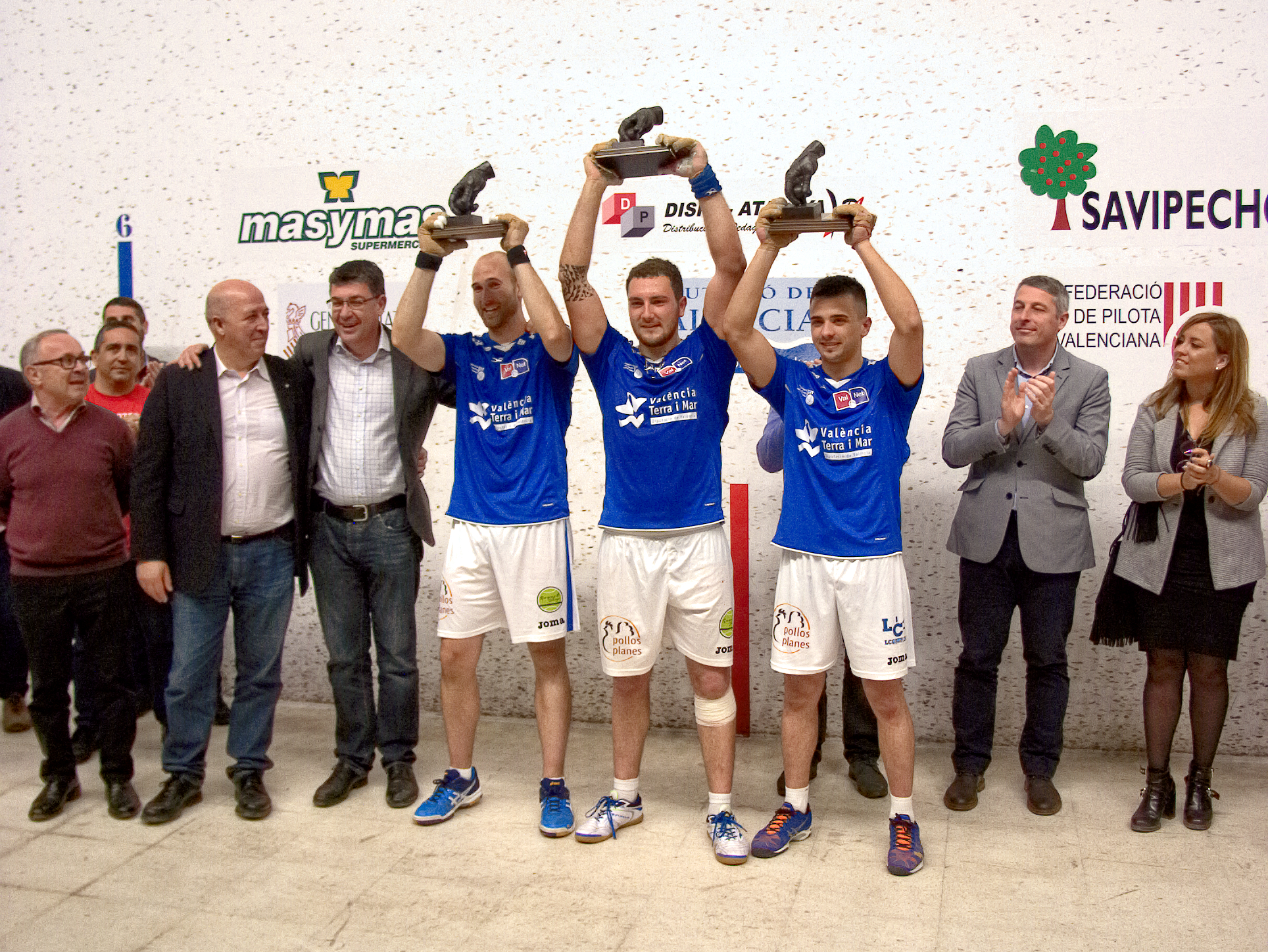
El trio campió de la XXIII Lliga de raspall

- 20 d'octubre: mor l'editor Àngel Velasco, fundador d'Això És Com Tot.[9]
- 6 de novembre: Sacha Kruithof i Mar de Bicorb guanyen l'Obert de Bèlgica de One Wall.[10]

- 21 de desembre: presentació oficial de la revista revista Ferida a la Fàbrica de Gel.

## Competicions i trofeus
| M/d   | Trofeu                                          | Mod.    | Guanyadors                                                       | Finalistes                                                                   |
| ----- | ----------------------------------------------- | ------- | ---------------------------------------------------------------- | ---------------------------------------------------------------------------- |
| 10/30 | XXXI Individual professional                    | escala  | Puchol II                                                        | Soro III                                                                     |
| 11/13 | XXX Individual professional                     | raspall | Moltó                                                            | Sergio                                                                       |
| 05/01 | XXIII Lliga Professional                        | raspall | Ricard, Sanchis i Roberto                                        | Ian, Moro i Miravalles                                                       |
| 04/10 | XXV Circuit Professional                        | escala  | Miguel, Pere i Héctor II                                         | Soro III i Salva                                                             |
| 05/06 | IV Trofeu Diputació d'Alacant                   | escala  | Puchol II, Dani i Tomàs II                                       | Soro III i Félix                                                             |
| 05/22 | I Trofeu Mixt MasyMas                           | escala  | Puchol II, Nacho i Héctor II                                     | Soro III, Jesús i Conillet                                                   |
| 05/22 | I Trofeu Mixt MasyMas                           | raspall | Jeffry, Sanchis i Néstor                                         | Moltó i Canari                                                               |
| 08/05 | I Trofeu Vila-real CF                           | escala  | Francés, Javi i Monrabal                                         | Pere Roc II, Dani i Carlos                                                   |
| 09/18 | XI Trofeu President de la Diputació de València | frontó  | Puchol II i Lemay                                                | De la Vega i Pasqual                                                         |
| 12/10 | Individual Autonòmic                            | frontó  | Moro de Massalfassar                                             | Adrián de Museros                                                            |
| 09/30 | Individual sub-23 masculí                       | escala  | Marc de Montserrat                                               | Giner de Murla                                                               |
| 10/02 | VIII Trofeu Diputació de Castelló               | escala  | Soro III i Nacho                                                 | Pablo de Borriol, Jesús i Bueno                                              |
| 10/10 | XIX Trofeu Mancomunitat de la Safor             | raspall | Ian, Canari i Néstor                                             | Punxa i Coeter II                                                            |
| 10/12 | Supercopa femenina                              | raspall | Amparo, Mònica i Anabel                                          | Noèlia i Anna de Beniparrell                                                 |
| 10/12 | Supercopa masculina                             | raspall | Juan, Ibiza i Trini (Xeraco)                                     | Armanda, Borja i Rafa (Bicorb)                                               |
| 10/12 | X Individual sub-23 masculí                     | raspall | Pau de Piles                                                     | Ximo de Castelló                                                             |
| 11/06 | XXVII Lliga a Perxa                             | ratlles | CPV Sella A (1a cat.) CPV Sella B (2a cat.) CPV Relleu (3a cat.) | CPV Benimagrell (1a cat.) CPV El Campello (2a cat.) CPV Benifallim (3a cat.) |
| 11/09 | XIV Trofeu Mancomunitat de la Ribera Alta       | escala  | Puchol II i Nacho                                                | Marc i Javi                                                                  |

- 11 de desembre: l'equip del Marquesat guanya el 30 Edicom.[24]